# Lisowczycy

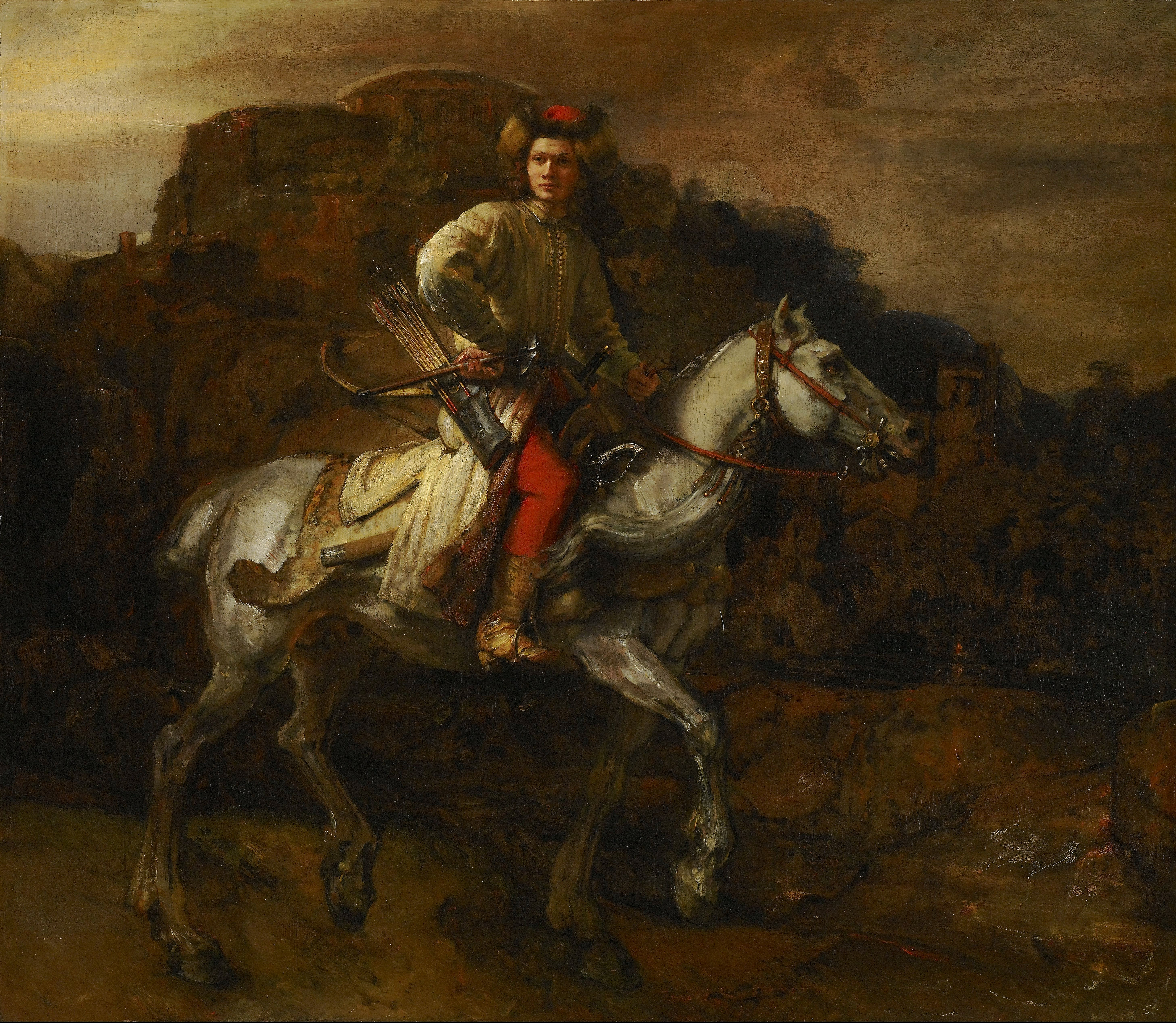
El cavaller polonès per Rembrandt,(1655).

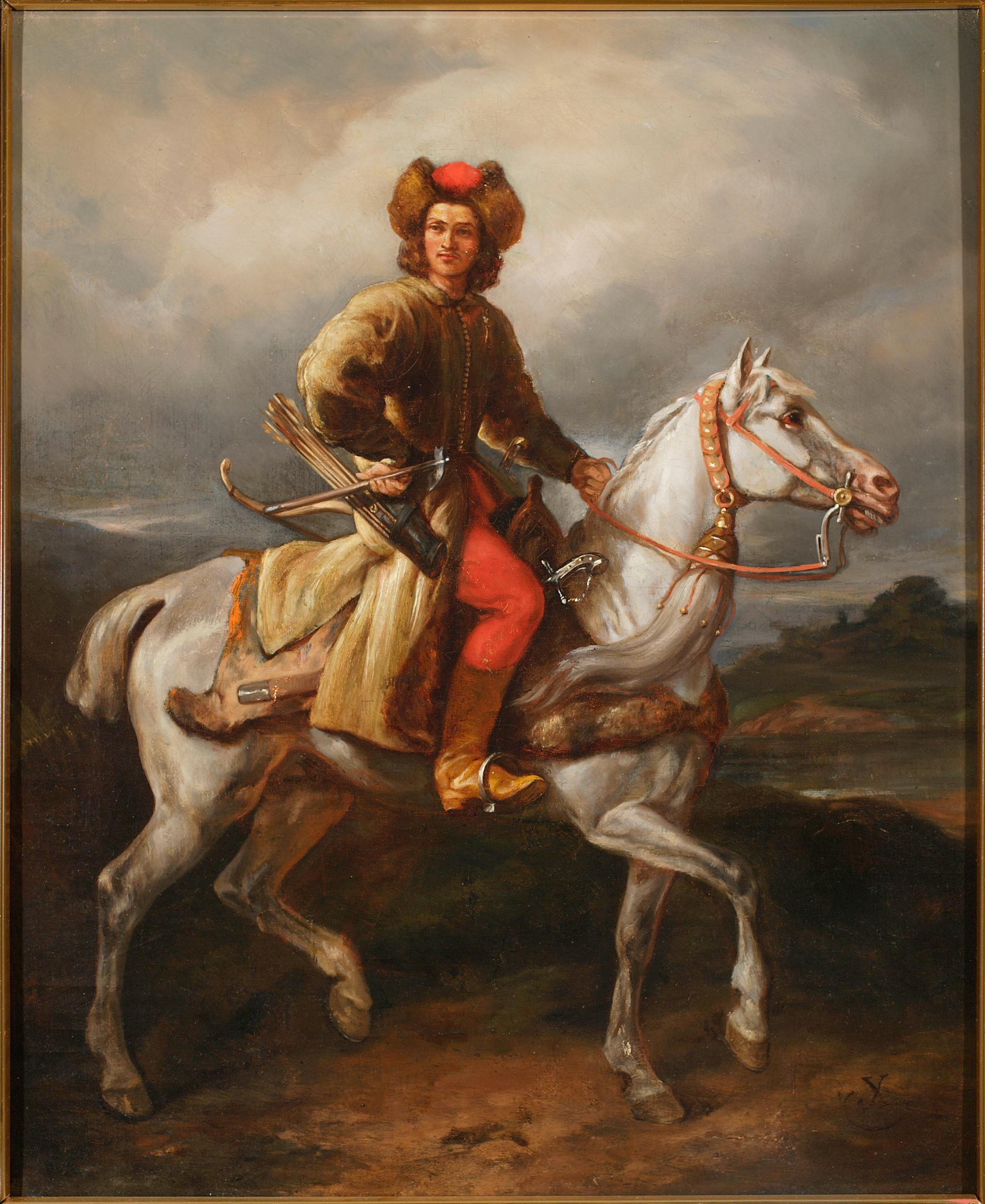
Pintura d'un lisowczyk - per Juliusz Kossak, circa 1860-65, inspirada en la pintura de Rembrandt.

Lisowczycy és una paraula de l'idioma polonès, que també es coneix com a Straceńcy ('home perdut' o 'vana esperança') o chorągiew "elearska" (companyia d'elears); o en forma singular: Lisowczyk o elear,"guerrer") - que és el nom d'una unitat irregular de la cavalleria lleugera del segle xvii de la Corona del Regne de Polònia i de la Lisowczycy. Els Lisowczycy prenien part en moltes batalles arreu d'Europa i eren extremadament àgils, guerrers i sanguinaris. El seu nombre va variar segons l'època, des d'uns pocs centenars a uns quants milers.

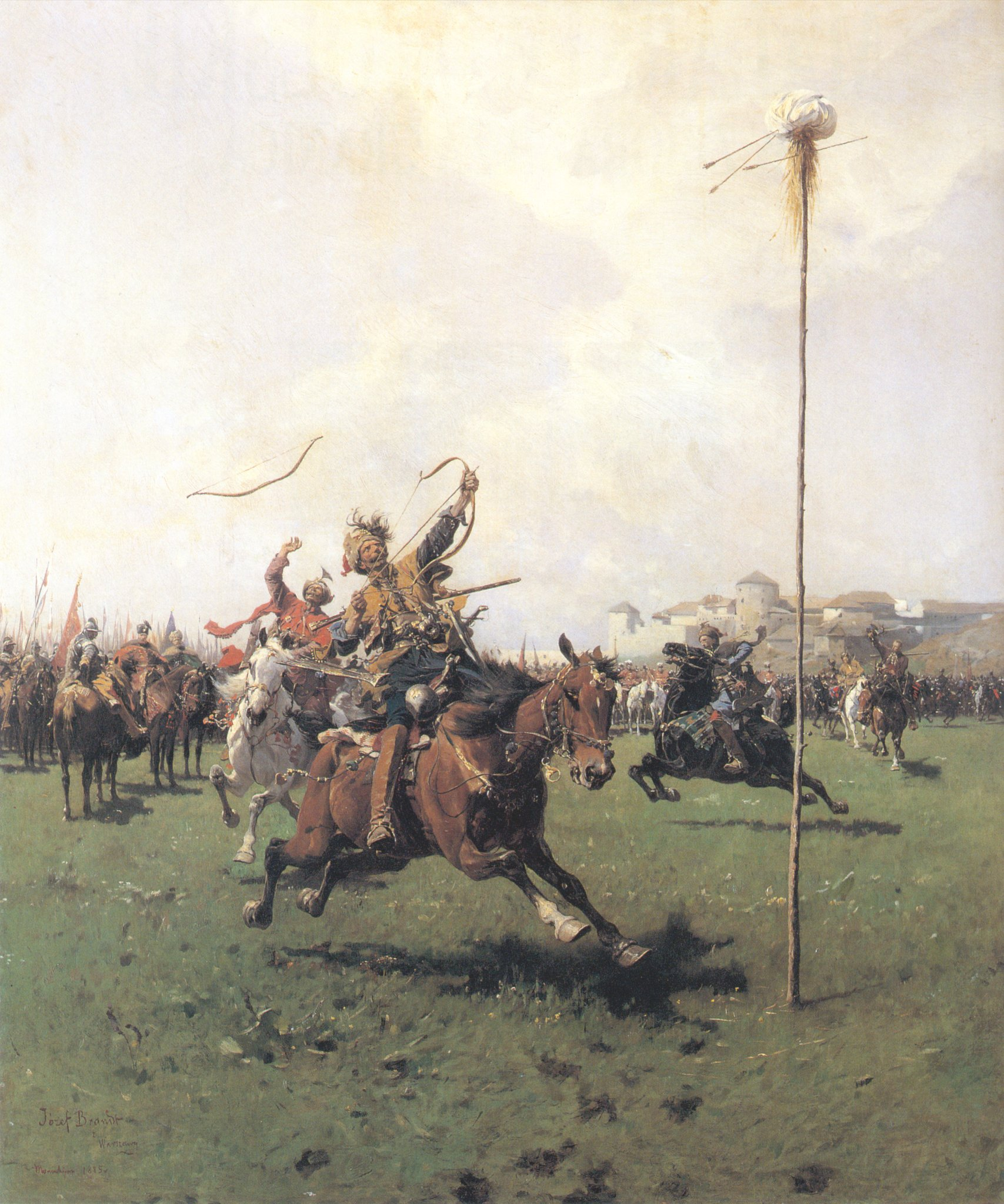
Lisowczycy (Arquers) - pintat per Józef Brandt 1885

L'origen d'aquest grup es pot trobar en la konfederacja (una forma de motí semi-legal de les forces reials, practicada al Regne de Polònia i després a la Comunitat Polonesa-Lituana) organitzada al voltant de l'any 1604 per Aleksander Józef Lisowski. El Lisowczycy van ser temuts i menyspreats pels civils on sigui que van passar i es van guanyar la fama dubtosa per les atrocitats que duien a terme (el saqueig, la violació, l'assassinat i altres ultratges). No obstant això, també els van respectar a contracor els seus oponents per les seves habilitats militars. Ells no dubtaven a saquejar fins i tot la seva terra natal, on van saquejar l'Acadèmia Racoviana. Segimon III Vasa va tractar de mantenir-los allunyats de la Comunitat Polonesa-Lituana durant el major temps possible.
Els Lisowczycy van prendre part en molts conflictes dins la història de Polònia.

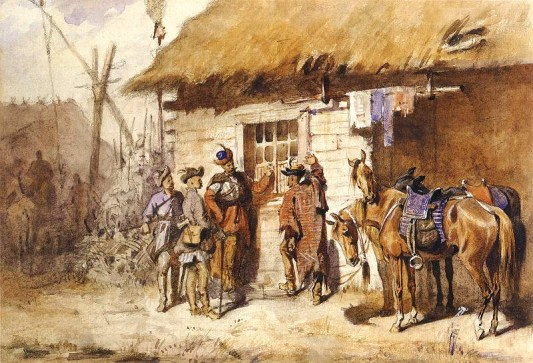
Lisowczycy pintat per Józef Brandt

Les darreres companyies que van usar el nom de Lisowczycy es van formar a la dècada de 1620 i finalment van ser dissolts per una llei del Sejm, el 1636.